# Pierre Matraja
Pierre Matraja, né à Ajaccio le 14 février 1923 et mort à Sausset-les-Pins le 23 novembre 1991, est un homme politique français.

## Biographie
- 26 avril 1953 - 23 novembre 1991 : Maire de Sausset-les-Pins

## Détail des fonctions et des mandats
Mandat parlementaire
- 28 septembre 1980 - 1er octobre 1989 : Sénateur des Bouches-du-Rhône

## Divers
- Un collège porte son nom à Sausset-les-Pins depuis septembre 1993.La principale actuelle est Cécile Delboulbé.